# Karla Cossío
Karla Alexandra Cossío Bernado conhecida por Karla Cossío (La Habana, Cuba, 22 de Junho de 1985) é uma atriz mexicana nascida em Cuba, mas foi com apenas três meses de idade para o Mexico. Tornou-se bastante popular ao antagonizar a telenovela teen mexicana Rebelde, como Pilar Gandía, a filha do diretor do Elite Way.

## Carreira
Karla Cossío começou a estudar interpretação aos 15 anos no CEAI (Centro de Educação Artística Infantil) e depois no CEA (Centro de Educação Artística), ambos da Televisa.
Estudou no Colegio Ciudad del Mexico e no The Edron Academy (escola britânica). É fluente em três idiomas inglês, espanhol e francês.
Em 2002 e 2003 fez parte do elenco da telenovela Clase 406, uma produção de Pedro Damián, interpretando o  papel de Sandra Paola.
De 2004 a 2006, integrou o elenco da telenovela Rebelde como a personagem Pilar Gandía, a filha mimada do diretor Pascual Gandía do Elite Way School, cenário principal da trama.
Em 2006 fez uma participação especial na série de TV Vecinos, interpretando Tísica no episódio "Sesión espiritista", e em 2007, protagonizou o episódio 11 da série de terror 13 Miedos, dando vida à jovem Mariana. Logos depois ingressou na telenovela Lola... érase una vez! interpretando a vilã Paloma Casablanca, que usava o nome Julieta para dar golpes em diversos núcleos da trama.
Em 2008 e 2009, participou também da telenovela Alma de Hierro vivendo a personagem Cynthia.
Em 2010 esteve no programa de TV "Salud Integral", transmitido pelo canal EfektoTV (Cablevisión 125 - Sky 234) de segunda à sexta no horário de 11h (Cidade do México).

## Filmografia

### Televisão
| Ano        | Título                       | Personagem                             | Notas                                          |
| ---------- | ---------------------------- | -------------------------------------- | ---------------------------------------------- |
| 1993       | El Club de Gaby              | Amiga de Gaby                          |                                                |
| 2000       | Locura de amor               | Karla del Sanchez                      |                                                |
| 2002       | Clase 406                    | Sandra Paola Rodríguez Piñeda          |                                                |
| 2003       | Amor Real                    | Gisa Betty Morales                     |                                                |
| 2004 -2006 | Rebelde                      | Pilar Gandía Rosález                   |                                                |
| 2006       | ¿Qué Hay Detrás de RBD?      | Ela Mesma                              | Documentário                                   |
| 2006       | Vecinos                      | Tisica                                 | Episódio 62: "Sesión espiritista"              |
| 2006       | Mujer, casos de la vida real | Jéssica del Padilla                    |                                                |
| 2007       | 13 Miedos                    | Mariana Lozano                         | Episódio 11: "Ayudante"                        |
| 2007       | Lola... érase una vez!       | Paloma Casablanca / Julieta Casablanca |                                                |
| 2008       | Alma de Hierro               | Cynthia Ruiz Oviedo                    |                                                |
| 2009       | Mujeres Asesinas 2           | Ximena Álvarez                         | Episódio 9: "Ofelia, enamorada"                |
| 2011       | Como dice el dicho           | Aurora                                 | Episódio: "El que es gallo donde quiera canta" |
| 2012       | Miss XV                      | Wendy del Rostro                       |                                                |
| 2018       | Like, la Leyenda             | Clara Mondragón de Haro                |                                                |
| 2022       | Rebelde                      | Pilar Gandía Rosález                   |                                                |

### Cinema
| Ano  | Título            | Personagem   | Direção           |
| ---- | ----------------- | ------------ | ----------------- |
| 2002 | La Noche y La Luz | Desconhecido | Juan Pablo Cortés |
| 2010 | Redención         | Desconhecido | Juan Pablo Cortés |

## Teatro
| Ano  | Título      | Personagem        |
| ---- | ----------- | ----------------- |
| 2008 | Cuesta Caro | Carolina Menendez |